# Khenemetneferhedjet I

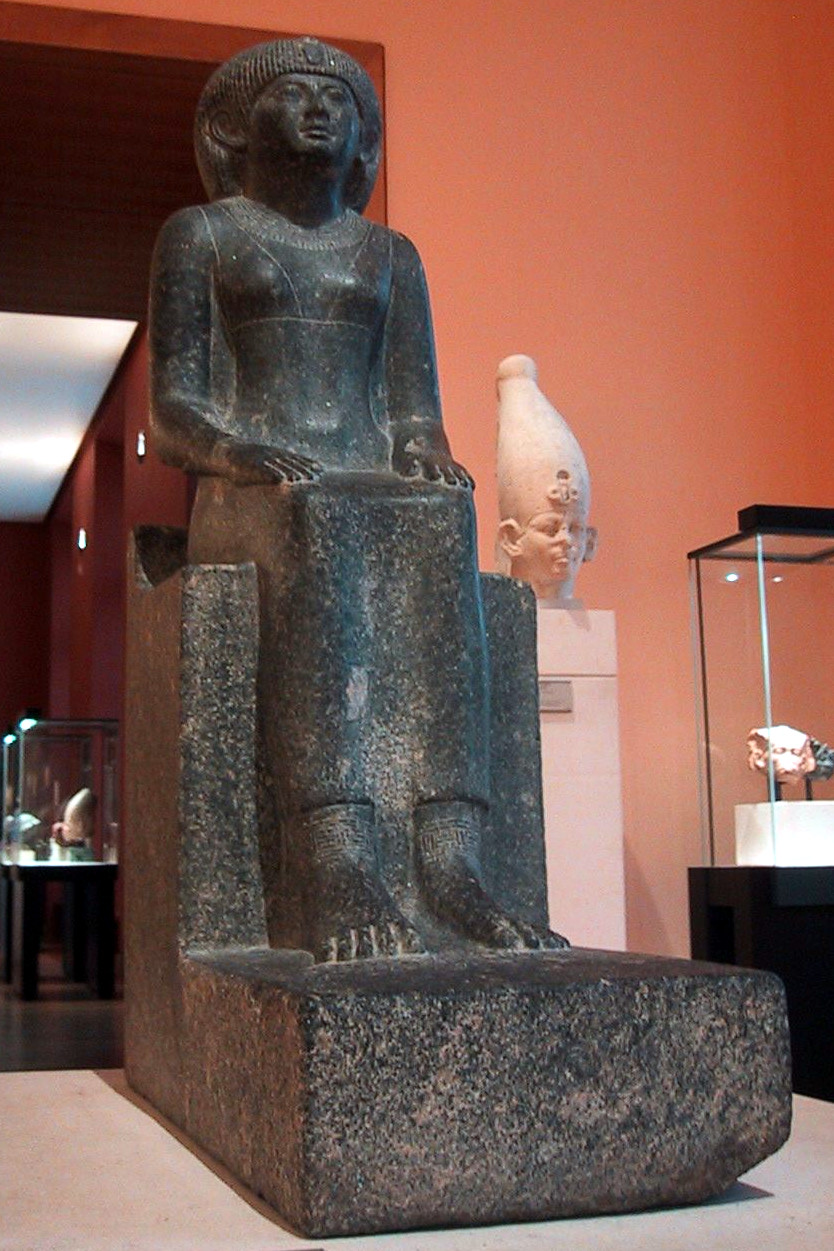
Gran estatua de Khenemetneferhedjet-Weret, Museo del Louvre.

Khenemetneferhedjet I Weret fue una reina egipcia antigua de la XII Dinastía, esposa de Senusret II y madre de Senusret III.

## Biografía
Probablemente sea la misma persona mencionada como hija de Amenemhat II en un sello (ahora localizado en Nueva York). Esto significaría que era hermana de su marido. Ella y Nofret II han sido identificadas sin duda como dos de las reinas consortes de Senusret II; otras dos posibles son Khenemet e Itaweret. Todas eran también sus hermanas. Su nombre era también un título utilizado por las reinas egipcias de la XII a inicios de la XVIII dinastías: khenemetneferhedjet que significa “unida con la corona blanca”. Su nombre adicional Weret significa “grande” o “La mayor” y fue probablemente utilizado para diferenciarla de otras princesas con este nombre. Es mencionada en un sello encontrado en Kahun (ahora localizado en Tonbridge), un papiro de Kahun (ahora localizado en Berlín), una estatua (ahora localizada en el Museo Británico) y en el complejo de la pirámide de su hijo. Fue probablemente enterrada en Kahun en el complejo de la pirámide construida para su marido.
Sus títulos eran: Esposa del Rey; Madre del Rey; Señora de las Dos Tierras; Hija del Rey (este último solo si es la misma persona que la princesa nombrada en el sello de Amenemhat II).